# Дубина (Тишівці)
Дубина (пол. Dębina, Дембіна) — частина міста Тишівці у гміні Тишівці Томашівського повіту Люблінського воєводства Польщі.

## Історія

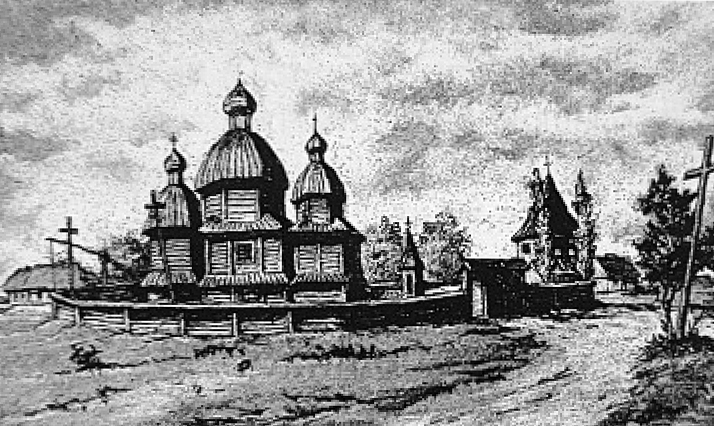
Церква Пресвятої Богородиці у передмісті Дубини у Тишівцях, зображення 1890 року

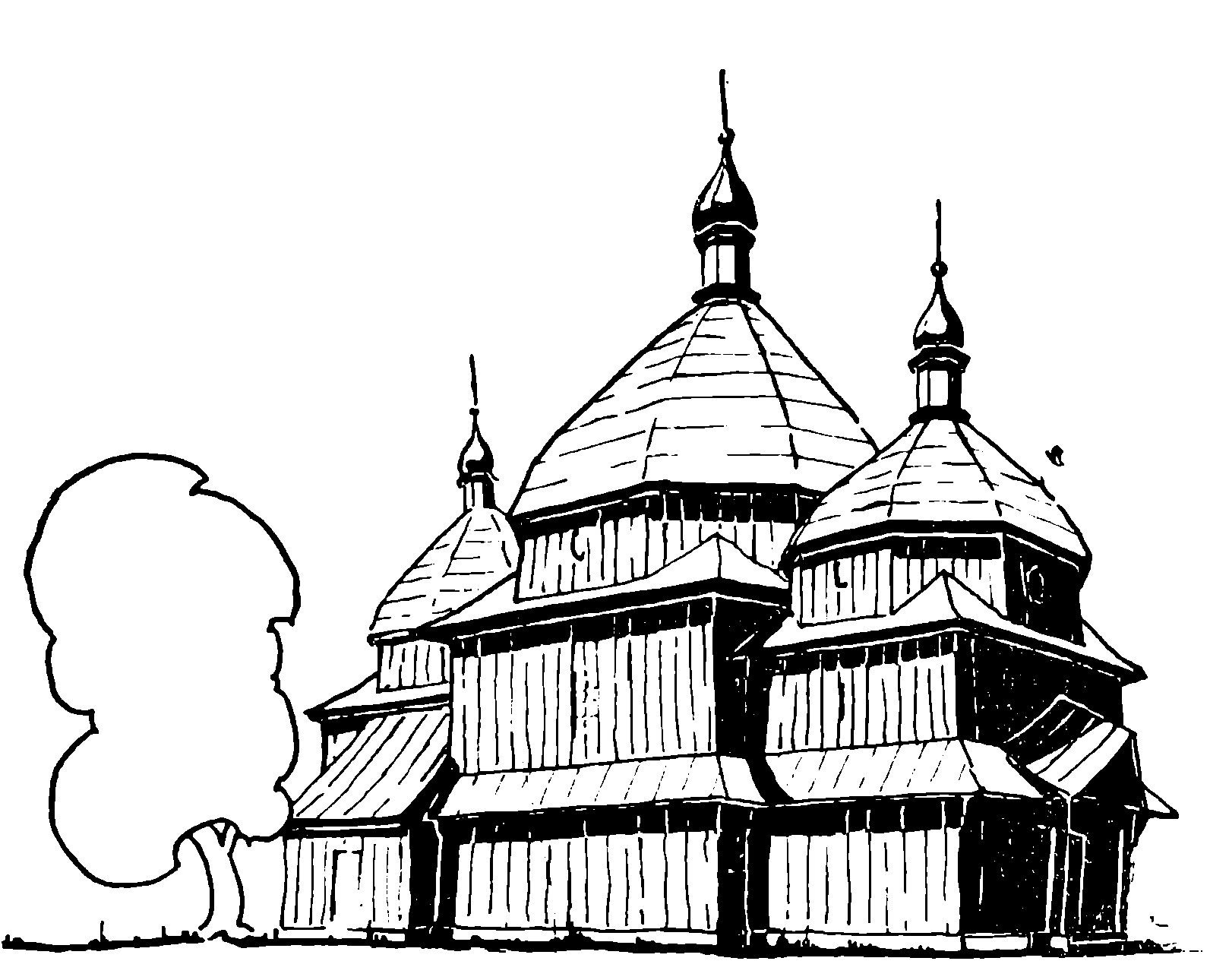
Українська церква Пречистої Діви в Тишівцях на Дубині, рисунок 1941 року Леоніда Маслова

Дубина була давнім передмістям Тишівців.
За даними етнографічної експедиції 1869—1870 років під керівництвом Павла Чубинського, у Дубині здебільшого проживали греко-католики, усе населення розмовляло українською мовою.
За німецької окупації у 1939—1944 роках входило до громади Тишівці крайсгауптманшафту Замостя Люблінського дистрикту Генеральної губернії. Чисельність населення за переписом 1943 року становило 1067 осіб.
16 червня 1944 року польські бандити вбили в Дубині 4 українців.
У 1975–1998 роках належало до Замостського воєводства.

## Церква Пресвятої Богородиці
У Дубині існувала давня українська дерев'яна церква Пресвятої Богородиці. Спочатку була православною, пізніше унійною (греко-католицькою), потім знову православною.
Вперше посередньо згадуються у реєстрі ланового побору 1472 року. Відомо, що у 1640 році парохом церкви був о. Микола, а записах 1642 року актових книг Холмського гродського суду згадується місцевий священик-уніат Тимофій. За описом 1660 року біля церкви було огороджене кладовище. Акт візитації 1731 року подає наступний опис існуючої тоді церкви:
|  | Церква надембінська недавно побита, баня мало що в гору винесена, навколо неї опасання вколо. Хрестів на церкві три залізних, один середній золотом малярським щедро приоздоблений. Баня середня бляхою побита і маківка мала на дзвіниці бляхою побита. |

Десь всередині 1730-1750-х років повинна була бути збудована наступна дерев'яна церква, бо у акті візитації 1775 року про неї записано: «Стара, але в добрім стані, з трьома банями, всі під бляхою». Під час регуляції парафіяльної сітки австрійською владою в наприкінці XVIII століття стала філією міської парафії в Тишівцях. Близько 1875 року перетворена на православну.
Після Першої світової війни церкву було зачинено. 17 червня 1938 року польська адміністрація в рамках великої акції руйнування українських храмів на Холмщині і Підляшші розібрала православну церкву. Архітектор Леонід Маслов так описував церкву до її руйнування:
|  | Церква Пречистої на "Дубині" була дуже подібна до вище описаної церкви св. Микити; мала вона від заходу ґаночок у вигляді дашка, спертого на двох стовпчиках, а при східньому зрубі з північної сторони мала прибудовану "ризницю". Церква була покрита бляхою, якою заступлено попереднє, мабуть ґонтове, покриття. Час збудовання цієї церкви є також незнаний, відомо тільки, що існувала вона вже в 1641 році. |

У 1940 році на кошти православних парафіян на місці колишньої церкви було встановлено огородження та бетонний хрест-памятник, які того ж року були зруйновані.